# Acropora yongei
Espèce
Statut de conservation UICN

 LC  : Préoccupation mineure
Statut CITES
Acropora yongei est une espèce de coraux de la famille des Acroporidae.